# Armadillidium armeniensis
Armadillidium armeniensis is een pissebed uit de familie Armadillidiidae. De wetenschappelijke naam van de soort is voor het eerst geldig gepubliceerd in 1980 door Vandel.